# Vielart de Corbie
Vielart, Vielars, Wilars o Wilart (fl. XII-XIII secolo), è stato uno dei primi  trovieri attivo nella Francia settentrionale.
In un caso uno chansonnier lo chiama Willame (Guillaume de Corbie, Guglielmo da Corbie) e alcuni studiosi da ciò hanno concluso che "Vielart" e le sue varianti formino un soprannome che significa "suonatore di viola" (suonatore di viella) o forse "uomo vecchio" (dal francese vieillard). Fu attivo nell'Île-de-France non oltre i primi decenni del XIII secolo, dato che la sua canzone De chanter me semont Amours era utilizzata come base per un contrafactum, Quant ces floretes florir voi, di Gautier de Coincy (morto nel 1236). Solo due canzoni possono essere ascritte a lui con certezza, entrambe pervenuteci con notazione musicale: De chanter e Cil qui me prient de chanter, la quale servì da base per un contrafactum latino, Dic, homo, cur abuteris. Sfortunatamente la musica della canzone latina non ci è pervenuta. In alcune fonti, altre due canzoni sono ascritte a Vielart, ma esse sono più probabilmente opera di Gace Brulé: Desconfortés, plain d'ire et de pesance e Moins ai joie que je ne seuil.